# Suki Schorer
Suki (Suzanne) Schorer (Boston, 11 marzo 1939) è una danzatrice, docente e scrittrice statunitense, specialista  dell’estetica di George Balanchine e della sua tecnica di danza classica, detta Metodo Balanchine.
Acquisisce la sua formazione professionale alla San Francisco Ballet School.

## Ruoli interpretati
Entra a far parte del San Francisco Ballet nel 1956. 
Nel 1959, su invito di George Balanchine, entra a far parte del New York City Ballet e nel 1968, diviene étoile. 
Il repertorio da lei interpretato comprende svariati ruoli da prima ballerina e da étoile in Apollo, Serenade, Concerto Barocco, Symphony in C, Ivesiana, Stars and Stripes, Tarantella, Jewels ed in altri balletti. Balanchine ha modo di creare per lei diversi ruoli in Don Quixote, Raymonda Variations, Harlequinade, e A Midsummer Night's Dream.

## Didattica
Subito dopo l'arrivo di Suki Schorer al New York City Ballet, Balanchine decide di affidarle corsi all'accademia del New York City Ballet, la School of American Ballet e le dà l'incarico di sostituirlo, al bisogno, nel tenere la quotidiana lezione della compagnia. Più avanti, gestisce un corso di “nuove leve”, dedicato ai danzatori appena entrati in compagnia. Suki Schorer percorre gli Stati Uniti alla ricerca di nuovi talenti per la School of American Ballet e fa da assistente a Balanchine in una serie di seminari di formazione per insegnanti di danza classica, organizzati con fondi messi a disposizione dalla Ford Foundation.
Al ritiro di Suki Schorer dalla compagnia, nel 1972, Mr. B istituisce alla SAB un nuovo corso femminile di livello avanzato, di cui le affida la responsabilità. 
Nel 1998, la Fondazione Brown istituisce per lei, nel corpo docente della SAB, un'apposita cattedra della Senior Faculty, incarico che ricopre tuttora e che costituisce la sua attività principale. 
Nel 1992, Suki Schorer entra a far parte del Who's Who in America; 
nel 1997, riceve il premio Distinguished Teacher in the Arts della National Foundation for the Advancement of the Arts, e infine, nel 1998, il Dance Magazine Award. 
Nel 2001, viene chiamata a far parte della Century Association of New York. È membro della giuria del Prix de Lausanne.

## Conferenze
A partire dal 1972, Suki Schorer prosegue la gestione del programma di conferenze-dimostrazioni tenute dal NYC Ballet nelle scuole pubbliche, intrapreso da Balanchine.
Suki Schorer ha dedicato la sua vita alla diffusione del metodo Balanchine, mediante pubblicazioni, conferenze, partecipazione a convegni e con l'insegnamento nelle compagnie e scuole di tutto il mondo. 
Nelle conferenze più recenti, in particolare, effettua uno studio comparativo del metodo Balanchine con quello Vaganova (Agrippina Jakovlevna Vaganova).
- Perugia, Teatro Morlacchi, 2004
- Museo Guggenheim, New York[3] 2009
- Accademia Nazionale di Danza, Roma[4][5]
- Scuola di Ballo dell'Accademia Teatro alla Scala, Milano
- École de danse de l'Opéra National de Paris[6]
- Centre National de la Danse, Parigi[7][8]

## Pubblicazioni
Suki Schorer ha svolto un'intensa attività di scrittrice di danza:
- contributo a I Remember Balanchine[9] di Francis Mason, Doubleday 1991. pag. 455
- 1997 Balanchine pointework
- 1999 Il libro Suki Schorer on Balanchine Technique[10], “summa” dell'insegnamento consacrato da Balanchine ai danzatori professionisti, viene edito da Knopf e nel 2000, riceve il  premio de la Torre Bueno conferito dalla Dance Perspectives Foundation. L'edizione italiana Suki Schorer e la tecnica Balanchine[11] e quella francese[12] vengono pubblicate nel 2009 da Gremese.
- 1999 contributo a First Lessons in Ballet[13] di Lise Friedman, Workman
- contributo a Balanchine: Celebrating a Life in Dance[14], Costas, Tide-Mark Press 2003
- contributo a Grace Under Pressure: Passing Dance Through Time, Proscenium Publishers, Inc., 2003
- Nel 2005, Workman pubblica Put Your Best Foot Forward[15], una raccolta di consigli e di massime ad uso dei bambini (scritto in collaborazione con la SAB)
- contributo a Balanchine Then and Now[16] edito da Sylph Editions nel 2008 (pagg.101-109 Suki Schorer in Conversation with Ann Hogan)

## Filmografia
Suki Schorer ha realizzato diversi video consacrati all'analisi della tecnica Balanchine e ha partecipato a numerosi film sull'argomento:
- Interview with Suki Schorer, di Elizabeth Kendall, 1976
- Suki Schorer, Betty Jones, Finis-Jhung, VHS ARC Videodance 1987
- Music for ballet class- Intermediate Pointe Class, Bodarc Productions 1992
- Con il sostegno della Balanchine Foundation, realizza nel 1995 una serie di 9 video intitolati The Balanchine Essays[17]. In quest'opera, diretta da Suki Schorer insieme a Merrill Ashley, viene presentata un'analisi degli aspetti del vocabolario accademico nella forma rivista e rielaborata da Balanchine. Tra questi rivestono particolare importanza i primi tre Arabesque, Passé and Attitude, e Port de Bras and Épaulement.
- Encore - Ballet Pointe class, Bodarc Productions 1997
- Marie-Jeanne Coaching Concerto Barocco with John Taras and Suki Schorer[18] - The George Balanchine Foundation 1997
- Arte: Balanchine lives! [19] 1998
- Antonina Tumkovsky - 50 years at the School of American Ballet SAB[20], 1999
- Suki Schorer on George Balanchine as teacher VHS 2000
- Living a Ballet Dream: Six Dancers Tell Their Stories di Richard Blanshard - SAB 2001
- Legends - Beginning Pointe Class, Bodarc Productions 2003
- School of American Ballet, serving the classical vision SAB 2008
- Bringing Balanchine back[21]2009